# Хікурангі

Мапа континента Зеландія

39°44′ пд. ш. 178°38′ сх. д. / 39.74° пд. ш. 178.64° сх. д.
Хікурангі (англ. Hikurangi Trench) — лінійна западина в Тихому океані біля східного узбережжя Північного острова, Нова Зеландія, що лежить між південним краєм протоки Кука і височиною Чатем. Хікурангі набагато мілководніше, за жолоб Кермадек чиїм продовженням є, розташовоного північніше і є частиною зони субдукції Кермадек-Тонга, де Тихоокеанська плита зазнає субукцію під континентальну кору Індо-Австралійської платформи.
Глибина жолоба сягає 3000 метрів в 80 км від берега. Максимальна глибина становить близько 3750 м.
Далі на південь жолоб переходить у суходольний розлом Хоуп. Проте на суходолі відбувається транспресія замість субдукції.

## Ресурси Інтернету
- Intraplate Volcanism in Eastern Australia and New Zealand, Stuart Ross Taylor, Robert Wallace Johnson, Jan Knutson, Australian Academy of Science, Cambridge University Press, 1989, ISBN 0-521-38083-9. [Архівовано 10 листопада 2012 у Wayback Machine.]